# Alexander Aitken

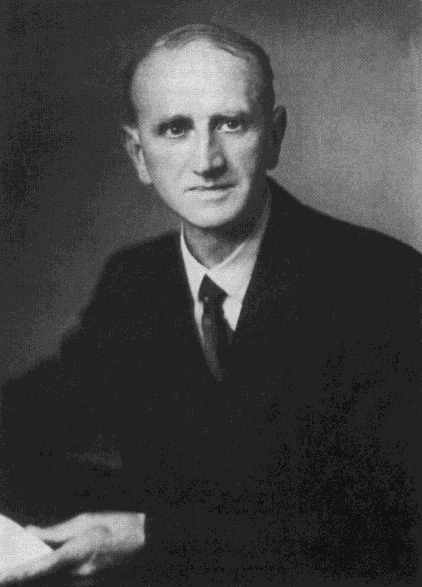
Alexander Aitken

Alexander Craig Aitken (* 1. April 1895 in Dunedin, Neuseeland; † 3. November 1967 in Edinburgh) war ein neuseeländischer Mathematiker, der sich mit numerischer Mathematik, Statistik und linearer Algebra beschäftigte. Wegen seiner außergewöhnlichen Fertigkeiten im Kopfrechnen war er als „The Human Computer“ („Der menschliche Computer“) und damit als Rechenkünstler bekannt. 1935 führte er die verallgemeinerte Methode der kleinsten Quadrate ein.

## Leben und Werk
Aitken wurde 1895 in Dunedin als ältestes der sieben Kinder des Ladenbesitzers mit schottischen Vorfahren William Aitken und Elizabeth (geb. Towers) geboren und besuchte von 1908 bis 1913 die Otago Boys’ High School in Dunedin. Er war zwar der beste Schüler, zeigte damals aber noch keine sonderliche mathematische Begabung, bis ein guter Lehrer im Alter von 14 Jahren sein Interesse weckte. In seinem letzten Schuljahr gewann er die „Thomas Baker Calculus Scholarship“. 1913 begann er, Sprachen und Mathematik an der University of Otago zu studieren, um Lehrer zu werden. Der Erste Weltkrieg unterbrach sein Studium.
Ab 1915 war er als Soldat der New Zealand Expeditionary Force im Ersten Weltkrieg in Gallipoli, Ägypten und an der Westfront eingesetzt. Während der Schlacht an der Somme wurde er verwundet und nach drei Monaten im Krankenhaus 1917 zurück nach Neuseeland geschickt.
1920 schloss er sein Studium an der University of Otago als Master of Arts ab und heiratete im selben Jahr. Danach war er bis 1923 Schullehrer an der Otago Boys’ High School.
Ein Stipendium wegen seines mathematischen Talents machte es ihm möglich, ab 1923 an der University of Edinburgh in Schottland weiterführende Studien aufzunehmen. Er promovierte bei Edmund Whittaker zum Doctor of Philosophy. Seine Dissertationsarbeit „Smoothing of Data“, wurde als so bedeutend angesehen, dass er 1926 den Doctor of Science (D.Sc.) erhielt.
1925 war Aitken bereits auf Vorschlag von Edmund Whittaker, Charles Galton Darwin, Edward Copson und David Gibb zum Fellow der Royal Society of Edinburgh gewählt worden. Aitken erhielt den „Makdougall-Brisbane Prize“ 1930–1932 und war in der Royal Society sehr aktiv und hatte die Ämter eines Councillor (1934–1936), Secretary to Ordinary Meetings (1936–1940), und Vizepräsident (1948–1951 und 1956–1959). Er war auch aktives Mitglied der Edinburgh Mathematical Society und Fellow der Faculty of Actuaries. 1953 erhielt er den „Gunning Victoria Jubilee Prize“ der Royal Society of Edinburgh.
Während des Zweiten Weltkrieges arbeitete er in Hut 6 in Bletchley Park an der Entzifferung des Enigma-Codes.
Aitken verbrachte sein gesamtes Berufsleben an der University of Edinburgh und arbeitete als Lecturer für Versicherungsmathematik und Statistik (1925–1936), Reader für Statistik (1936–46) und als Nachfolger Witthakers Professor für Mathematik (1946–65). Zu seinen ersten Doktorandinnen zählte dort 1931 Nora Calderwood.
Aitken war einer der besten bekannten Kopfrechner aller Zeiten und bekannt für sein außerordentliches Gedächtnis. Beispielsweise kannte er die ersten 2000 Ziffern von {\displaystyle \pi } und schon als Schüler an der High School lernte er die Aeneis von Vergil auswendig. Während seiner Vorlesungen gab er regelmäßig am Ende fünf Minuten Kostproben seines Könnens (sowie fünf Minuten mit Anekdoten).
Er konnte allerdings auch seine Erlebnisse während des Ersten Weltkriegs niemals vergessen, er litt deswegen zeitlebens an Depressionen. Ein Jahr vor seinem Tod erlitt er einen vollständigen Nervenzusammenbruch. Für seine Kriegserinnerungen (Gallipoli to the Somme – Recollections of a New Zealand Infantryman Oxford 1963) wurde er 1964 in die Royal Society of Literature aufgenommen. Außerdem war er ein exzellenter Amateurmusiker (Violine, Bratsche, Komponist). Er benutzte sogar musikalische Rhythmen für seine Kopfrechentechniken.
Als Mathematiker ist er für beschleunigte Konvergenzverfahren in der numerischen Mathematik, für Arbeiten zur Theorie der Matrizen und in der Statistik bekannt, insbesondere für die Anwendung von Methoden der linearen Algebra wie zum Beispiel auf die Regressionsanalyse (Methode der verallgemeinerten kleinsten Quadrate), und schon 1942 gab er die Cramér-Rao-Ungleichung als untere Grenze für die Varianz eines Schätzers an.
Die New Zealand Mathematical Society verleiht seit 1995 jährlich für den besten studentischen Redebeitrag auf ihrem Colloquium den „Aitken-Preis“. Der Preis wurde 1995 am zur University of Otago gehörenden Aitken Centenary Conference auf einer zu Ehren des 100. Geburtstages Aitkens veranstalteten mathematischen Konferenz geschaffen.
Aitken war verheiratet und hatte zwei Kinder. Er war ein exzellenter Musiker, Eric Fenby beschrieb ihn als den vollendetsten Amateurmusiker, den er jemals kennengelernt habe und war in jungen Jahren ein guter Sportler.
Er starb am 3. November 1967 in Edinburgh.

## Mitgliedschaften
- Fellow der Royal Society of New Zealand für seine Arbeiten zu Statistik, Algebra und Numerische Analyse
- Fellow der Royal Society of Edinburgh ab 1925
- Fellow der Royal Society of London
- Mitglied der Royal Society of Literature ab 1964 für seine Kriegserinnerungen

## Schriften
- The case against decimalisation. 1962.
- mit H. Silverstone: On the Estimation of Statistical Parameters. Proceedings of the Royal Society of Edinburgh, 1942, 61, 186–194.
- On Least Squares and Linear Combinations of Observations., Proceedings of the Royal Society of Edinburgh, 1935, 55, S. 42–48.
- mit Herbert Turnbull: The Theory of Canonical Matrices. 1932.
- Determinants and Matrices. 1939, deutsch: Determinanten und Matrizen. BI Hochschultaschenbuch 1969.
- Statistical Mathematics. 1939.
- Gallipoli to the Somme: Recollections of a New Zealand Infantryman, Oxford University Press 1963